# Яжелбицы
Я́желбицы — село в Валдайском муниципальном районе Новгородской области, административный центр Яжелбицкого сельского поселения.
Село расположено на федеральной автомобильной дороге «Россия» М10 (E 105) в месте впадения в Полометь Еглинки в 20 км западнее Валдая. Также здесь берёт своё начало автодорога Р48 (Яжелбицы — Демянск — Старая Русса — Сольцы).

## История

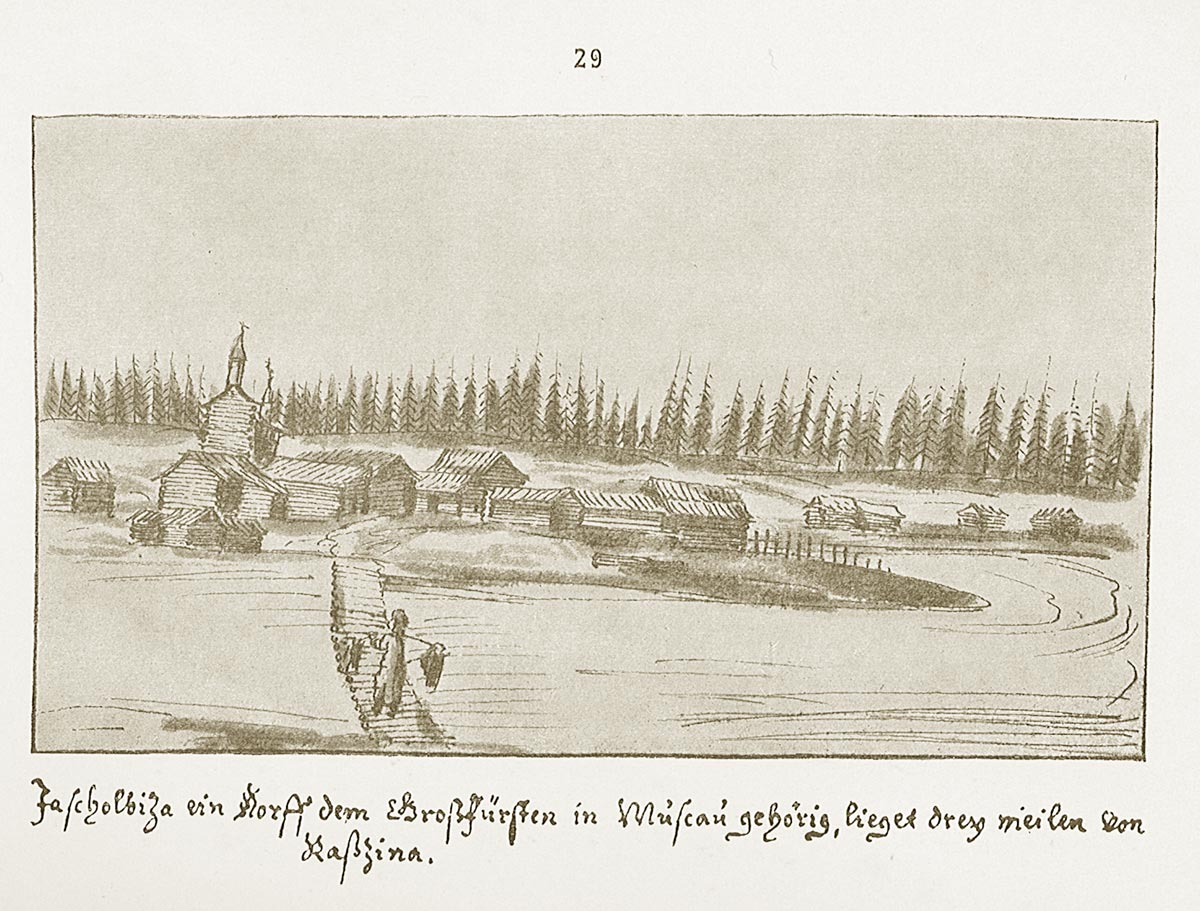
Яжелбицы в 1661 году

Село известно с раннего Средневековья; относилось к Деревской пятине Новгородской земли. Известна также была община купцов — «Яжелбицкое сто».
В 1238 году, когда монголо-татары двинулись на Новгород, они повернули обратно к урочищу Игнач Крест в окрестностях деревни Поломети, в пяти километрах от Яжелбиц.
Существует легенда, что в 1238 году Александр Невский сказал «Я желаю биться», а потом добавил «и жице» то есть и жить. Из этих фраз и получились названия посёлков в Валдайском районе Яжелбицы, Ижицы. В честь Александра Невского в селе построили храм, который сейчас реставрируют.
В 1456 году здесь был заключён Яжелбицкий мир после окончания войны между Василием II (Тёмным) и Новгородской республикой. Василий II остался в Яжелбицах, а его войско пошло дальше и разбило новгородское и псковское ополчения, а новгородцы с псковичами послали псковского посадника Зиновия Михайловича и новгородского архиепископа Евфимия в Яжелбицы бить челом Василию II, после чего и был заключён мир.
В 1471 году Иван III, находясь в Яжелбицах, получил весть от воеводы Даниила Холмского об удачном исходе Шелонской битвы.
Через Яжелбицы издавна пролегала большая дорога, связывающая Москву с Новгородом, а затем с Петербургом. Была установлена почтовая связь — ямская гоньба. Были созданы станции-ямы: в том числе и ям-Валдай, ям-Яжелбицы, ям-Едрово. В конце XVIII века «одновременно с бывшею тогда постройкою из Санкт-Петербурга в Москву каменной мостовой дороги… для удобства проезда императрицы в Москву, по случаю коронования» Екатерины II были построены Путевые дворцы и гостиницы. Одно из таких строений сохранилось в Яжелбицах. Закованный в кандалы, под стражей, в 1790 году через Яжелбицы был провезён Александр Николаевич Радищев в ссылку. В его произведении «Путешествие из Петербурга в Москву» одна из глав была посвящена Яжелбицам, в ней описаны похороны на Яжелбицком кладбище. Здесь не один раз проезжал Александр Сергеевич Пушкин и упомянул село в своём творчестве:

Как до Яжелбиц дотянет

Колымагу мужичок.

То-то друг мой растаращит

Сладострастный свой глазок

Поднесут тебе форели,

Тот час их варить вели.

Как увидишь посинели,

Влей в уху стакан шабли

Чтоб уха была по сердцу

Можно будет в кипяток

Положить немного перцу,

Лука маленький кусок

## Экономика
- Птицефабрика «Валдайская».
- ООО «Яжелбицкий рыбхоз»

## Образование
Муниципальная средняя общеобразовательная школа № 4
В школе 11 классов, в которых обучается около 250 школьников. На базе школы работает учебно-консультационный пункт, в котором образование получают 40 человек в очно-заочной и вечерней форме обучения.

## Достопримечательности
В селе восстанавливается церковь Александра Невского.